# 愛情物語 (原田知世の曲)
「愛情物語」（あいじょうものがたり）は、1984年4月25日にリリースされた原田知世の5枚目のシングルで、表題曲は原田自身が主演した同名映画『愛情物語』の主題歌。

## 概要
表題曲は、原田が主演し同年7月に公開された角川春樹監督作品である同名映画の主題歌として使用されたほか、キリン ”キララ” CMソングとしても使用された。
初回プレス版はレコード盤がクリア（透明）レコード仕様となっている。
A・B面ともに同映画のサウンドトラックに収録された。

## チャート成績
チャート最高順位は週間3位。オリコンチャートの登場週数は18週で、累計32.1万枚のセールスを記録した。

## 収録曲
1. 愛情物語
作詞：康珍化／作曲：林哲司／編曲：萩田光雄
2. CURTAIN CALL
作詞：売野雅勇／作曲：後藤次利／編曲：佐藤準

## カバー
愛情物語
- ロウィナ・コルテス（中国語版）（1987年、広東語版「重新追求我」、アルバム『露雲娜 '87』に収録）